# 法布里齐奥·加布里埃莱
法布里齐奥·加布里埃莱（義大利語：Fabrizio Gabriele，1985年5月11日—），意大利男子赛艇运动员。他曾代表意大利参加世界赛艇锦标赛，获得二枚金牌、二枚银牌和一枚铜牌。